# Saint-Sylvestre-Cappel

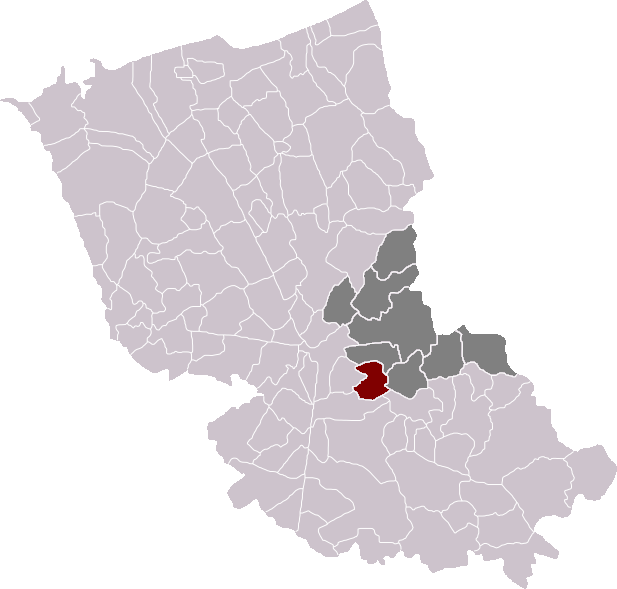
Localització de Saint-Sylvestre-Cappel

Saint-Sylvestre-Cappel (en neerlandès Sint-Silvesterkappel) és un municipi francès, situat a la regió dels Alts de França, al departament del Nord, que forma part de la Westhoek. L'any 2006 tenia 1.095 habitants. Limita al nord ambTerdeghem, a l'oest amb Sainte-Marie-Cappel, a l'est amb Eecke, al sud amb Hondeghem i al sud-est amb Caëstre.

## Demografia
| Evolució de la població INSEE i Cassini |       |       |       |       |       |       |       |       |
| 1793                                    | 1800  | 1806  | 1821  | 1831  | 1836  | 1841  | 1846  | 1851  |
| 1 110                                   | 1 125 | 1 198 | 1 158 | 1 139 | 1 147 | 1 100 | 1 050 | 1 060 |

| 1856  | 1861  | 1866  | 1872  | 1876  | 1881  | 1886  | 1891  | 1896 |
| ----- | ----- | ----- | ----- | ----- | ----- | ----- | ----- | ---- |
| 1 042 | 1 010 | 1 035 | 1 076 | 1 100 | 1 092 | 1 112 | 1 040 | 976  |

| 1901 | 1906 | 1911 | 1921 | 1926 | 1931 | 1936 | 1946 | 1954 |
| ---- | ---- | ---- | ---- | ---- | ---- | ---- | ---- | ---- |
| 951  | 971  | 896  | 871  | 764  | 704  | 746  | 781  | 722  |

| 1962 | 1968 | 1975 | 1982  | 1990  | 1999  | 2006 | 2011 | 2016 |
| ---- | ---- | ---- | ----- | ----- | ----- | ---- | ---- | ---- |
| 716  | 724  | 870  | 1 045 | 1 019 | 1 073 | -    | -    | -    |

| 2019 | - | - | - | - | - | - | - | - |
| ---- | - | - | - | - | - | - | - | - |
| -    | - | - | - | - | - | - | - | - |

## Administració
| Període   | Identitat                | Partit |
| --------- | ------------------------ | ------ |
| 1989-2008 | Claude Serien            |        |
| 2008-     | Marie-Madeleine Campagne |        |